# Nikola Lazetić
Nikola Lazetić (Никола Лазетић; Kosovska Mitrovica, 9 febbraio 1978) è un ex calciatore serbo, di ruolo centrocampista.

## Biografia
Nato in Kosovo, ha un fratello di nome Žarko, anch'egli ex-calciatore e, in seguito, diventato allenatore.
Anche il nipote Marko (nato nel 2004) ha intrapreso la carriera da calciatore: centravanti, è cresciuto e ha debuttato fra i professionisti con la Stella Rossa, ex-squadra di Nikola, per poi trasferirsi al Milan nel gennaio del 2022.

## Carriera

### Club

#### Inizi in patria (1995-2000)
Dopo aver militato nelle giovanili del KF Trepca Nikola si trasferisce alla Stella Rossa, militante nella prima divisione jugoslava nel 1996-1997, gioca 15 partite andando in rete per 3 volte, nel 1997-1998 si trasferisce nel FK Vojvodina dove gioca 14 partite segnando 4 reti, l'anno seguente si trasferisce (in modo controverso) nell'Obilić Belgrado dove gioca 15 partite segnando 2 reti, nel 1999-2000 sempre all'Obilic gioca 31 partite segnando 7 reti.

#### Fenerbahçe (2000-2002)
Successivamente si trasferisce all'estero, nel Fenerbahçe Spor Kulübü (calcio)/Fenerbahçe, militante nella prima divisione turca, gioca 30 partite e segna 5 reti, nel 2001-2002 ancora al Fenerbahçe colleziona 16 presenze e 1 rete.

#### Stagioni in Italia (2002-2008)
Nel 2002 approda nel campionato italiano al Como in Serie A; tuttavia il club lombardo pochi giorni dopo il suo arrivo lo cede in prestito al Chievo Verona in Serie A. Con i clivensi gioca 11 partite prima di trasferirsi in prestito alla Lazio (sempre in prestito) a gennaio; con il club romano il serbo giocherà solo 5 partite fino alla fine del campionato segnando un gol nell'ottavo di finale (d'andata) contro il Wisla Cracovia valido per la Coppa Uefa, conclusosi sul punteggio di 3-3, si trasferisce quindi nel Siena nel 2003-2004, gioca 31 partite e segna 2 reti, cambia ancora casacca nel 2004-2005 e va a giocare nel Genoa in Serie B, gioca 39 partite e segna 1 rete, nel 2005-2006 approda nel Livorno dove gioca 16 partite prima di essere ceduto in comproprietà al Torino a gennaio, in Serie B, dove gioca 18 partite fino alla fine della stagione. Gioca bene, contribuendo a riportare il Torino in A e a fine stagione il Toro se lo aggiudica alle buste; ma nella stagione 2006-2007 in massima serie Lazetić non disputò un grande campionato pur partendo spesso da titolare, giocò infatti 28 partite. Nel 2007-2008 le cose per lui non migliorarono affatto in quanto gioca solamente 15 partite e a fine anno non gli venne prolungato il contratto e lasciò i granata.

#### Ritorno in patria e ultimi anni (2008-2014)
Il 24 agosto 2008 firma un biennale con la Stella Rossa, la squadra che lo ha lanciato nel calcio professionistico.
Nel 2010 è ingaggiato dal Vojvodina, sodalizio in cui milita sino all'anno seguente. Nel 2012 viene ingaggiato dal Smederevo, squadra con la quale chiude la carriera professionistica nel 2014.

### Nazionale
Ha giocato 25 partite in Nazionale (23 con la RF Jugoslavia e 2 con la Serbia e Montenegro), segnando una rete in occasione della sua terz'ultima partita in Nazionale il 12 febbraio 2003 contro l'Azerbaigian (2-2 il risultato finale).

## Dopo il ritiro
Al termine della carriera calcistica ha lasciato il mondo del calcio entrando nel business dell'edilizia.

## Controversie
Il suo trasferimento all'Obilić Belgrado è stato molto controverso: si narra che sia stato portato controvoglia a firmare per il club e chiuso nel bagagliaio di una macchina. Nel 2011 la vedova di Arkan è stata condannata per i fatti legati al club oltre che indagata per il trasferimento di Lazetić.

## Statistiche

### Cronologia presenze e reti in Nazionale

#### RF Jugoslavia
| Cronologia completa delle presenze e delle reti in nazionale ― Jugoslavia | Cronologia completa delle presenze e delle reti in nazionale ― Jugoslavia | Cronologia completa delle presenze e delle reti in nazionale ― Jugoslavia | Cronologia completa delle presenze e delle reti in nazionale ― Jugoslavia | Cronologia completa delle presenze e delle reti in nazionale ― Jugoslavia | Cronologia completa delle presenze e delle reti in nazionale ― Jugoslavia | Cronologia completa delle presenze e delle reti in nazionale ― Jugoslavia | Cronologia completa delle presenze e delle reti in nazionale ― Jugoslavia |
| Data                                                                      | Città                                                                     | In casa                                                                   | Risultato                                                                 | Ospiti                                                                    | Competizione                                                              | Reti                                                                      | Note                                                                      |
| ------------------------------------------------------------------------- | ------------------------------------------------------------------------- | ------------------------------------------------------------------------- | ------------------------------------------------------------------------- | ------------------------------------------------------------------------- | ------------------------------------------------------------------------- | ------------------------------------------------------------------------- | ------------------------------------------------------------------------- |
| 23-9-1998                                                                 | São Luís                                                                  | Brasile                                                                   | 1 – 1                                                                     | Jugoslavia                                                                | Amichevole                                                                | -                                                                         | 75’                                                                       |
| 16-8-2000                                                                 | Belfast                                                                   | Irlanda del Nord                                                          | 1 – 2                                                                     | Jugoslavia                                                                | Amichevole                                                                | -                                                                         |                                                                           |
| 3-9-2000                                                                  | Lussemburgo                                                               | Lussemburgo                                                               | 0 – 2                                                                     | Jugoslavia                                                                | Qual. Mondiali 2002                                                       | -                                                                         |                                                                           |
| 15-11-2000                                                                | Bucarest                                                                  | Romania                                                                   | 2 – 1                                                                     | Jugoslavia                                                                | Amichevole                                                                | -                                                                         | 84’                                                                       |
| 24-3-2001                                                                 | Belgrado                                                                  | Jugoslavia                                                                | 1 – 1                                                                     | Svizzera                                                                  | Qual. Mondiali 2002                                                       | -                                                                         | 79’                                                                       |
| 28-3-2001                                                                 | Lubiana                                                                   | Slovenia                                                                  | 1 – 1                                                                     | Jugoslavia                                                                | Qual. Mondiali 2002                                                       | -                                                                         |                                                                           |
| 25-4-2001                                                                 | Belgrado                                                                  | Jugoslavia                                                                | 0 – 1                                                                     | Russia                                                                    | Qual. Mondiali 2002                                                       | -                                                                         |                                                                           |
| 2-6-2001                                                                  | Mosca                                                                     | Russia                                                                    | 1 – 1                                                                     | Jugoslavia                                                                | Qual. Mondiali 2002                                                       | -                                                                         | 73’                                                                       |
| 6-6-2001                                                                  | Toftir                                                                    | Fær Øer                                                                   | 0 – 6                                                                     | Jugoslavia                                                                | Qual. Mondiali 2002                                                       | -                                                                         | 46’                                                                       |
| 15-8-2001                                                                 | Belgrado                                                                  | Jugoslavia                                                                | 2 – 0                                                                     | Fær Øer                                                                   | Qual. Mondiali 2002                                                       | -                                                                         | 62’                                                                       |
| 1-9-2001                                                                  | Basilea                                                                   | Svizzera                                                                  | 1 – 2                                                                     | Jugoslavia                                                                | Qual. Mondiali 2002                                                       | -                                                                         | 67’                                                                       |
| 5-9-2001                                                                  | Belgrado                                                                  | Jugoslavia                                                                | 1 – 1                                                                     | Slovenia                                                                  | Qual. Mondiali 2002                                                       | -                                                                         | 74’                                                                       |
| 6-10-2001                                                                 | Belgrado                                                                  | Jugoslavia                                                                | 6 – 2                                                                     | Lussemburgo                                                               | Qual. Mondiali 2002                                                       | -                                                                         | 44’                                                                       |
| 27-3-2002                                                                 | Fortaleza                                                                 | Brasile                                                                   | 1 – 0                                                                     | Jugoslavia                                                                | Amichevole                                                                | -                                                                         | 79’                                                                       |
| 17-4-2002                                                                 | Smederevo                                                                 | Jugoslavia                                                                | 4 – 1                                                                     | Lituania                                                                  | Amichevole                                                                | -                                                                         | 46’                                                                       |
| 8-5-2002                                                                  | East Rutherford                                                           | Ecuador                                                                   | 1 – 0                                                                     | Jugoslavia                                                                | Amichevole                                                                | -                                                                         |                                                                           |
| 17-5-2002                                                                 | Mosca                                                                     | Ucraina                                                                   | 2 – 0                                                                     | Jugoslavia                                                                | LG Cup 2002 (Russia) - Semifinale                                         | -                                                                         | 29’ 70’                                                                   |
| 19-5-2002                                                                 | Mosca                                                                     | Russia                                                                    | 1 – 1 dts (5 – 6 dtr)                                                     | Jugoslavia                                                                | LG Cup 2002 (Russia) - Finale 3º posto                                    | -                                                                         | 46’ 89’                                                                   |
| 21-8-2002                                                                 | Sarajevo                                                                  | Bosnia ed Erzegovina                                                      | 0 – 2                                                                     | Jugoslavia                                                                | Amichevole                                                                | -                                                                         | 46’                                                                       |
| 6-9-2002                                                                  | Praga                                                                     | Rep. Ceca                                                                 | 5 – 0                                                                     | Jugoslavia                                                                | Amichevole                                                                | -                                                                         | 46’                                                                       |
| 12-10-2002                                                                | Napoli                                                                    | Italia                                                                    | 1 – 1                                                                     | Jugoslavia                                                                | Qual. Euro 2004                                                           | -                                                                         | 36’                                                                       |
| 16-10-2002                                                                | Belgrado                                                                  | Jugoslavia                                                                | 2 – 0                                                                     | Finlandia                                                                 | Qual. Euro 2004                                                           | -                                                                         |                                                                           |
| Totale                                                                    |                                                                           | Presenze                                                                  | 22                                                                        |                                                                           | Reti                                                                      | 0                                                                         |                                                                           |

#### Serbia e Montenegro
| Cronologia completa delle presenze e delle reti in nazionale ― Serbia e Montenegro | Cronologia completa delle presenze e delle reti in nazionale ― Serbia e Montenegro | Cronologia completa delle presenze e delle reti in nazionale ― Serbia e Montenegro | Cronologia completa delle presenze e delle reti in nazionale ― Serbia e Montenegro | Cronologia completa delle presenze e delle reti in nazionale ― Serbia e Montenegro | Cronologia completa delle presenze e delle reti in nazionale ― Serbia e Montenegro | Cronologia completa delle presenze e delle reti in nazionale ― Serbia e Montenegro | Cronologia completa delle presenze e delle reti in nazionale ― Serbia e Montenegro |
| Data                                                                               | Città                                                                              | In casa                                                                            | Risultato                                                                          | Ospiti                                                                             | Competizione                                                                       | Reti                                                                               | Note                                                                               |
| ---------------------------------------------------------------------------------- | ---------------------------------------------------------------------------------- | ---------------------------------------------------------------------------------- | ---------------------------------------------------------------------------------- | ---------------------------------------------------------------------------------- | ---------------------------------------------------------------------------------- | ---------------------------------------------------------------------------------- | ---------------------------------------------------------------------------------- |
| 12-2-2003                                                                          | Podgorica                                                                          | Serbia e Montenegro                                                                | 2 – 2                                                                              | Azerbaigian                                                                        | Qual. Euro 2004                                                                    | 1                                                                                  | 74’                                                                                |
| 27-3-2003                                                                          | Kruševac                                                                           | Serbia e Montenegro                                                                | 1 – 2                                                                              | Bulgaria                                                                           | Amichevole                                                                         | -                                                                                  | 46’                                                                                |
| 30-4-2003                                                                          | Brema                                                                              | Germania                                                                           | 1 – 0                                                                              | Serbia e Montenegro                                                                | Amichevole                                                                         | -                                                                                  | 46’                                                                                |
| Totale                                                                             |                                                                                    | Presenze                                                                           | 3                                                                                  |                                                                                    | Reti                                                                               | 1                                                                                  |                                                                                    |

## Palmarès

### Club
- Campionato turco: 1

Fenerbahçe: 2000-2001
- Coppa di Serbia: 1

Stella Rossa: 2009-2010